# 上代東国方言
上代東国方言（じょうだいとうごくほうげん、じょうだいあずまほうげん）は、広義には奈良時代の東国で話されていた上代日本語を指す。
現在の研究では大きく上代遠江=駿河日本語(Töpo-Suruga Old Japanese)、上代中部日本語(Central Old Japanese)、真上代東国語(true Eastern  Old Japanese)の三つの言語と、多様な未分類の方言に区分することができることが分かっている。
単に東国方言、あずま言葉ともいう。

## 下位分類
上代東国方言の文法や発音を現在まで保持しているため、八丈方言は上代東国方言に由来すると考えられている。

## 概要
確認できる全ての言語での語順はSOV型であり、対格言語であることが知られている。音節構造は(C)Vである。
万葉集の東歌と防人歌の一部から存在が推定でき、12か国(信濃国、遠江国、駿河国、下野国、上野国、武蔵国、相模国、陸奥国（歌は今の福島県域まで）、常陸国、上総国、下総国)での記録と、詠者の出身地の分かっていない数十の歌からの記録が唯一の情報源である。安房国と甲斐国は伝わっていない。

## 琉球祖語との関係
琉球祖語(Proto-Ryukyuan)との関係が研究されている。

## 語彙
中央方言との相違点をあげる。

### 名詞
| 東国方言   | 意味       | 国                     | 中央方言    |
| ---------- | ---------- | ---------------------- | ----------- |
| iku        | 息         | 不明                   | iki₁        |
| imu        | 女性の恋人 | 遠江、常陸             | imo₁        |
| iNtuma     | 余暇       | 遠江                   | ito₁ma      |
| ipa        | 家         | 下野、不明、上野、武藏 | ipe₁        |
| kaki₁      | 影         | 下総                   | kaNke₂      |
| kama       | 鴨         | 駿河                   | kamo₁       |
| kaNko₂     | 影         | 遠江                   | kaNke₂      |
| juru       | 百合       | 常陸                   | juri        |
| katu       | 門（かど） | 下総                   | kaNto₁      |
| kaje       | 茅         | 遠江                   | kaja        |
| ke₂        | 木         | 駿河、下野             | ko₂, ki₂    |
| ko₂ko₂ri   | 心         | 下総                   | ko₂ko₂ro₂   |
| ko₂mo₁     | 鴨         | 上総                   | kamo₁       |
| kuku       | 茎         | 上野、不明             | kuki₂       |
| kumu       | 雲         | 信濃                   | kumo₁       |
| ju         | 夜         | 常陸                   | jo₁         |
| jo₂ki₁     | 雪         | 上野                   | juki₁       |
| jepi₁      | 窓枠       | 不明                   | oNpi₁       |
| majo₁      | 蚕         | 常陸                   | maju        |
| mi₁Nto₁    | 水         | 不明                   | mi₁Ntu      |
| muma       | 馬         | 常陸                   | uma         |
| mi₁        | 妻         | 駿河                   | me₁         |
| mura       | 占い       | 上野                   | ura         |
| mi₁ta      | ～につれて | 下総                   | muta        |
| nami₂      | 苗         | 不明                   | napa, nape₂ |
| jasiri     | 社         | 下総                   | jasiro₂     |
| nu         | 野         | 下総                   | no₁         |
| omo₁, omo₂ | 母         | 下総、信濃             | amo₂        |
| osi        | 磯         | 駿河                   | iso₁        |
| osu        | 磯         | 下総                   | iso₁        |
| paru       | 針         | 武藏                   | pari        |
| pu         | 火         | 武藏                   | pi₂, po₂    |
| pe₁        | 葉         | 不明                   | pa          |
| pi₁        | 辺         | 下総                   | pe₁         |
| pi₁Nsi     | 砂州       | 不明                   | pi₁si       |
| pi₁ta      | 一         | 上野                   | pi₁to₂      |
| saki₁muri  | 防人       | 常陸                   | saki₁mo₂ri  |
| siru       | 後         | 下総                   | siri        |
| tasi       | 太刀       | 武藏                   | tati        |
| to₂ti      | 父         | 駿河                   | titi        |
| tuku       | 月         | 武藏、常陸、不明       | tuki₂       |
| tusi       | 土         | 下総、不明             | tuti        |
| umara      | 茨         | 上総                   | uNpara      |
| uno₂       | 海         | 相模                   | una         |
| wosaNki₁   | 兔         | 不明                   | usaNki₁     |
| jaNte      | 枝         | 不明                   | jeNta       |
| juNtu, ju  | 弓         | 不明                   | jumi₁       |

### 動詞
語幹と、出現する活用型で示した。
| 東国方言              | 意味             | 国         | 中央方言  |
| --------------------- | ---------------- | ---------- | --------- |
| ajo₁k(u)              | 振               | 下総       | ajo₁      |
| isajo₁p(i₁\|u)        | 躊躇う           | 不明       | isajup    |
| kapi₁r(i)             | かえる           | 駿河       | kape₁r    |
| kajup(a)              | 往来する         | 遠江       | kajo₁p    |
| kuje                  | 越える           | 常陸       | ko₁je     |
| ko₁pu                 | 恋しく思う       | 上総       | ko₁pi₂    |
| ko₂jo₂                | 越える（連用形） | 信濃       | ko₁je     |
| panas(i)              | 離ち             | 上野       | panat     |
| mo₂s(i)               | 持ち             | 武藏       | mo₂t      |
| nuNkan(a), no₁Nkan(a) | 流れる           | 不明       | naNkar    |
| opuse                 | 責任を与える     | 下総       | opose     |
| oro₂                  | 降り             | 常陸       | ori       |
| pakare                | 分けられ         | 上総       | wakare    |
| popom(a)              | 含む             | 下総       | pupum     |
| pe₁Ntas(i)            | 区分し           | 上総       | pe₁Ntat   |
| pi₁ro₂p(a)            | 拾う             | 信濃       | pi₁rip    |
| sasako₂               | 捧げ             | 遠江       | sasaNke₂  |
| suNko₁s(a)            | 過ごす           | 不明       | suNkus    |
| tas(i)                | 立ち             | 下野、常陸 | tat       |
| timar(i)              | 留まる           | 常陸       | to₂mar    |
| to₂no₂Npi₁k(u)        | 棚引く           | 信濃       | tanaNpi₁k |
| to₂werap(i)           | 波がうねりたつ   | 下総       | to₂worap  |
| tuk(i₁)               | 告げ             | 常陸       | tuNke₂    |
| to₁r(e)               | 照る             | 不明       | ter       |
| wasura                | 忘れ             | 常陸       | wasure    |
| jusup(i₁)             | 結ぶ             | 不明       | musuNp    |
| mi₁Ntaje              | 乱れる           | 不明       | mi₁Ntare  |

#### 形容詞
| 東国方言     | 意味             | 国   | 中央方言 |
| ------------ | ---------------- | ---- | -------- |
| kupusi       | 恋しく思っている | 駿河 | ko₁pi₂si |
| ko₁pusi      | 恋しく思っている | 武藏 | ko₁pi₂si |
| nipu         | 新たな           | 不明 | nipi₁    |
| sa           | 無事な           | 駿河 | saki₁    |
| sake₂, sake₁ | 無事な           | 常陸 | saki₁    |

### 『伊勢物語』の「くた」
『伊勢物語』には「夜も明けばきつにはめなでくたかけのまだきに鳴きてせなをやりつる」という歌が登場する。その歌のうち「くたかけ」について、為家本、文暦本、為和本では、「くた＝家、かけ＝鷄」であると行間に注釈が記されている。ただし、家を「くた」と読んだり呼称したりする例は日本祖語にも日琉祖語にも存在しない。そのため、アレクサンダー・ボビンは、「くた」をアイヌ語の「コタン（村の意）」に由来する上代東国方言であると指摘した。なお、村を表す「コタン」が家を表す「くた」に変化した根拠について、ギリシャ語やゴート語に同例があると説明した。

## 真上代東国語の文法と音韻

### 概要
真上代東国語(true Eastern Old Japanese)は、北西部方言(上野国)、北部方言(陸奥国)、中部方言(下野国、常陸国、上総国、武蔵国)、南東部方言(下総国)、南西部方言(相模国)に分かれる。
以下の甲乙の合流が見られる。音仮名の混用が見られる為に実証せられるものである。
- 上野国、下野国、上総国→イ段の甲乙がイ甲類に合流している。
- 上野国、武蔵国、陸奥国、下野国、常陸国、下総国→エ段の甲乙がエ甲類に合流している。

上野国、相模国、相模国、上総国、下総国、陸奥国では、散発的なア段のオ乙類への合流が見られる。この原因は分かっていない。
また、上野国、武蔵国、常陸国、相模国、下総国、上総国では、日琉祖語の母音連続もしくは二重母音である*ui(アレキサンダー・ボビンの表記では*uyであり、上代中央日本語ではイ乙類に反映する。)が、ウ段として反映する。これは遠江＝駿河語においても見られるものである。
形態論的な他地域の言語との差違として、
- 「～のように」という意味の接尾語nösuがこの言語でのみ見られる。(上野国、下野国、武蔵国)
- 指小辞-röがこの言語でのみ見られる。(上野国、下野国、武蔵国、相模国、常陸国、上総国)
- -nap-[9]という否定形がこの言語でのみ見られる。(上野国、下野国、武蔵国、陸奥国、常陸国)
- -unam-[10]という助動詞が相模、下野で見られる。※遠江＝駿河語では-uram-[11]であるが、此の形は用いられることがない。
- 完了形をつくる-ar-はこの言語でのみ見られる。(上野国、下野国、常陸国、上総国)
- aNse, aNtö[12]「なぜ」はこの言語でのみ見られる。
- -siNta「～のとき」という接尾辞が此の言語でのみ見られる。(相模国、下総国)
- tayôra ~ tayura「揺れ動いて安定しないさま」という単語はこの言語でのみ見られる。(相模国、常陸国)
- ipa「家」という単語は此の言語でのみ見られる。(上野国、武蔵国、下野国)
- 共感を表す助詞naと、願望を表す助動詞-ana[13]はこの言語でのみ見られる。(上野国、武蔵国)